# First Division (Liberia)
Die First Division (auch: LFA-Cellcom First Division League) wurde 1956 gegründet und ist die höchste Spielklasse des nationalen Fußballverbands von Liberia. Rekordsieger sind Mighty Barrolle und Invincible Eleven mit jeweils 13 Meisterschaften.

## Vereine der Saison 2023/24
| Teilnehmer |
| - Heaven Eleven FC (Yekepa) - Watanga FC (Monrovia) - Mighty Barrolle (Monrovia) - LISCR FC (Monrovia) - LPRC Oilers (Monrovia) - Muscat FC (Paynesville) - Nimba Kwado FC (Sanniquellie) - BEA Mountain FC (Monrovia) - Paynesville FC (Paynesville) - Invincible Eleven (Monrovia) - Global Pharma FC (Monrovia) - NPA Anchors (Monrovia) - Freeport FC (Monrovia) - Cece United FA (Monrovia) |

## Alle Meister
| - 1956–62: unbekannt - 1963: Invincible Eleven (Monrovia) - 1964: Invincible Eleven (Monrovia) - 1965: Invincible Eleven (Monrovia) - 1966: Invincible Eleven (Monrovia) - 1967: Mighty Barrolle (Monrovia) - 1968–71: nicht ausgetragen - 1972: Mighty Barrolle (Monrovia) - 1973: Mighty Barrolle (Monrovia) - 1974: Mighty Barrolle (Monrovia) - 1975: nicht ausgetragen - 1976: Saint Joseph Warriors (Monrovia) - 1977: nicht ausgetragen - 1978: Saint Joseph Warriors FC (Monrovia) - 1979: Saint Joseph Warriors FC (Monrovia) - 1980: Invincible Eleven (Monrovia) - 1981: Invincible Eleven (Monrovia) - 1982: nicht ausgetragen - 1983: Invincible Eleven (Monrovia) - 1984: Invincible Eleven (Monrovia) | - 1985: Invincible Eleven (Monrovia) - 1986: Mighty Barrolle (Monrovia) - 1987: Invincible Eleven (Monrovia) - 1988: Mighty Barrolle (Monrovia) - 1989: Mighty Barrolle (Monrovia) - 1990: nicht ausgetragen - 1991: LPRC Oilers (Monrovia) - 1992: LPRC Oilers (Monrovia) - 1993: Mighty Barrolle (Monrovia) - 1994: NPA Anchors (Monrovia) - 1995: Mighty Barrolle (Monrovia) - 1996: Junior Professional FC (Monrovia) - 1997: Invincible Eleven (Monrovia) - 1998: Invincible Eleven (Monrovia) - 1999: LPRC Oilers (Monrovia) - 2000/01: Mighty Barrolle (Monrovia) - 2002: LPRC Oilers (Monrovia) - 2003: nicht beendet - 2004: Mighty Barrolle (Monrovia) - 2005: LPRC Oilers (Monrovia) | - 2006: Mighty Barrolle (Monrovia) - 2007: Invincible Eleven (Monrovia) - 2008: Monrovia Black Star FC (Monrovia) - 2009: Mighty Barrolle (Monrovia) - 2010/11: LISCR FC (Monrovia) - 2012: LISCR FC (Monrovia) - 2013: Barrack Young Controllers FC (Monrovia) - 2013/14: Barrack Young Controllers FC (Monrovia) - 2015: Nimba United - 2016: Barrack Young Controllers FC (Monrovia) - 2016/17: LISCR FC (Monrovia) - 2018: Barrack Young Controllers FC (Monrovia) - 2019: LPRC Oilers (Monrovia) - 2021/22: Watanga FC (Monrovia) - 2022/23: LISCR FC (Monrovia) - 2023/24: Watanga FC |

## Anzahl der Meisterschaften nach Verein
Abgesehen von Nimba FC aus der Stadt Sanniquellie, waren alle Meister aus der Hauptstadt Monrovia. 
| Verein                       | Stadt        | Titel | Letzter Titel |
| ---------------------------- | ------------ | ----- | ------------- |
| Mighty Barrolle              | Monrovia     | 13    | 2009          |
| Invincible Eleven            | Monrovia     | 13    | 2007          |
| LPRC Oilers                  | Monrovia     | 7     | 2021          |
| LISCR FC                     | Monrovia     | 4     | 2023          |
| Barrack Young Controllers FC | Monrovia     | 4     | 2018          |
| Saint Joseph Warriors        | Monrovia     | 3     | 1979          |
| Watanga FC                   | Monrovia     | 2     | 2024          |
| NPA Anchors                  | Monrovia     | 1     | 1994          |
| Junior Professional          | Monrovia     | 1     | 1996          |
| Black Star                   | Monrovia     | 1     | 2008          |
| Nimba United                 | Sanniquellie | 1     | 2015          |